# عايض الجوني
عايض الجوني (مواليد 15 فبراير 1988) هو لاعب كرة قدم سعودي .
لعب سابقاً مع نادي الصقور والعروبة ونادي هجر ونادي نجران ونادي الجندل ونادي الحجاز و نادي الوشم و نادي طويق و نادي قلوة و نادي نيوم.

## وصلات خارجية
- عايض الجوني
- عايض الجوني على موقع Soccerway.com (الإنجليزية)

(بالإنجليزية)